# پادشاه دارو
پادشاه دارو (کره‌ای: 다루왕)، (سلطنت: ۲۸~۷۷ میلادی)؛ دومین پادشاه بکجه یک پادشاهی از میان سه پادشاهی کره و پسر بنیانگذار پادشاهی بکجه، پادشاه اونجو بود.

## پیش‌زمینه
او پسر بزرگ پادشاه اونجو به بنیانگذار پادشاهی بکجه بود وقتی او به سن ده سالگی رسید به عنوان ولیعهد انتخاب شد و پس از اینکه اونجو در سال ۲۸ میلادی مرد او به قدرت رسید.

## سلطنت
«سامگوک ساگی» نبردهای بسیاری را علیه «مالگال» در دوران سلطنت دارو ثبت کرده است. مشخص نیست که این به چه کسی اشاره دارد، زیرا گمان می‌رود قبایل منچوری در شمال غربی گوگوریو، دور از پایتخت بکجه (که معمولاً در منطقه سئول امروزی بوده‌اند) را اشغال کرده‌اند. به نظر نمی‌رسد که «مالگال» به بویو مردمی که بکجه را تأسیس کردند، و نه به قبایل متحدین ماهان اطلاق شده توسط بکجه اشاره کند. به نظر می‌رسد که آنها از دوره قبلی باقی مانده اند و توسط فرماندهان چینی برای حمله به بکجه تحریک شده اند. نبردها نشان می دهد که بکجه به عنوان یک قدرت جدید همچنان در حال گسترش کنترل خود بر مرکز شبه‌جزیره کره بود.
سامگوک ساگی:
- ۲۹ میلادی، بهار، ماه نخست. پادشاه در معبد پدربزرگش جومونگ ادای احترام کرد. ماه دوم  پادشاه در قربانگاه جنوبی قربانی هایی برای آسمان کرد.
- ۳۰ میلادی، زمستان، ماه دهم. هولو(屹于) از ناحیه شرقی با مالگال در غرب کوه ماسو جنگید و در آنجا بر آنها غلبه کرد و توسط پادشاه جایزه گرفت.
- ۳۱ میلادی، پاییز، ماه هشتم. گونو(昆優)، از دژ گوبون با مالگال جنگید و آنها را شکست داد و بیش از ۲۰۰ نفر را سر برید. ماه نهم، پادشاه به شکار در دژ کوه هونگ(橫) رفت و دو آهو را پشت سر هم کشت و مردم او را تحسین و ستایش کردند.
- ۳۳ میلادی، بهار، ماه اول. پسرش گیرو ولیعهد شد. ماه دوم، پادشاه دستور داد که شهرستان های جنوبی کشور شروع به کشت غلات کنند.
- ۳۴ میلادی، بهار، ماه دوم. مارشال جناح راست در ۹۰ سالگی درگذشت. هیولو از ناحیه شرقی به مارشال جناح راست تبدیل شد. تابستان، ماه چهارم.  مه قرمزی در شرق وجود داشت. پاییز، ماه نهم.  ملگال ها به دژ ماسو حمله کردند و خانه های مردم عادی را به آتش کشیدند. زمستان، ماه دهم، آنها به قصر در کوه بیونگ حمله کردند.
- ۳۷ میلادی، زمستان، ماه دهم. سنگر مارشال راست، هولو، به سنگر مارشال چپ تبدیل شد.  جین هو از ناحیه شمالی به مارشال سنگر راست تبدیل شد. ماه یازدهم، زمین لرزه ای بود که صدای رعد و برق بود.
- ۳۸ میلادی، پاییز، دانه ها بالغ نشدند. دم کردن خصوصی الکل ممنوع بود. زمستان، ماه دهم،  پادشاه برای دلداری از دو ناحیه شرق و غرب سفر کرد. مردم فقیر نمی‌توانستند زندگی خود را تأمین کنند و ۲۰۰ سوک غله مالیاتی برای آنها فراهم شد.
- ۴۸ میلادی، بهار، ماه دوم.  یک درخت ملخ بزرگ در محوطه کاخ به خودی خود پوسیده شد.  ماه سوم  سنگر مارشال چپ، هولو، درگذشت.  پادشاه گریه کرد و برای او ماتم گرفت.
- ۵۵ میلادی، بهار و تابستان خشکسالی بود.  پادشاه نگران شد و زندانیان را آزاد کرد، حتی کسانی که مرتکب جنایات بزرگ شده بودند. پاییز ماه هشتم مالگال به مرزهای شمالی حمله کرد.
- ۵۶ میلادی، بهار ماه دوم، پادشاه به مردم ناحیه شرقی دستور داد دژ اوگوک (کره‌ای: 우곡성; هانجا: 牛谷城) را بسازند. این یک سدی در برابر مالگال بود.
- ۶۳ میلادی، زمستان ماه دهم. پادشاه قلمرو خود را به دز نانگجاگوک گسترش داد. سپس قاصدهایی را برای دولت، شیلا فرستاد تا از آنها درخواست ملاقات کند، اما آنها نیامدند.
- ۶۴ میلادی، او سربازانی را برای حمله به قلعه واسان (کره‌ای: 와산성; هانجا: 蛙山城) در شیلا (بوون امروزی) اعزام کرد، اما آنها نتوانستند آن را بگیرند. سپس سربازان را برای حمله به دژ گویانگ (اوکچون یا گوسان امروزی) حرکت داد. شیلا ۲٫۰۰۰ سرباز و سواره نظام را اعزام کرد که به مقابله پرداختند و متجاوزان را دفع کردند.
- ۶۶ میلادی، به دژ واسان شیلا حمله کرد و آن را تصرف کرد. ۲۰۰ نفر در آنجا مستقر بودند تا از آن دفاع کنند، اما شیلا آن را پس گرفت.
- ۷۰ میلادی، سربازان برای حمله به شیلا اعزام شدند.
- ۷۳ میلادی، تابستان، ماه پنجم، آخرین روز ماه خورشید گرفتگی رخ داد.
- ۷۴ میلادی، پاییز ماه هشتم، ژنرال ها برای حمله به شیلا فرستاده شدند.
- ۷۵ میلادی، زمستان ماه دهم، بکجه دوباره به واسان حمله کرد.
- ۷۶ میلادی، پاییز ماه نهم، بکجه دژ واسان را شیلا پس گرفت.
- ۷۷ میلادی، پاییز ماه نهم، پادشاه درگذشت.

## خانواده
- پدر: پادشاه اونجو
- مادر: ناشناس
  - برادر: نام نامعلوم
  - برادر: توکوسائو - نام او در بکجه بویو دوکجوا (کره‌ای: 부여덕좌; هانجا: 扶餘德佐) بود، او یکی از نخستین افرادی بود که از بکجه در ژاپن ساکن شد.
  - ملکه (ها): ناشناخته
    - پسر: سومین پادشاه بکجه، پادشاه گیرو (کره‌ای: 기루왕; هانجا: 己婁王) - پسر ارشد، قبل از اینکه پادشاه شود او به عنوان بویو گیرو (کره‌ای: 부여기루; هانجا: 扶餘己婁) شناخته می شد.